# Peki’in
Peki’in (hebr. פקיעין; arab. البقيعة; ang. Peqi'in, występuje także Buqe'ia) – samorząd lokalny położony w Dystrykcie Północnym, w Izraelu.

## Położenie
Miejscowość Peki’in jest położona na wysokości 555 metrów n.p.m. na zachodnim skraju masywu górskiego Meron (1208 m n.p.m.) w południowej części Górnej Galilei. Leży w głębokim wadi strumienia Peki’in, który spływa z położonego na wschodzie płaskowyżu Wyżyny Peki’in (886 m n.p.m.). Po stronie południowej wznoszą się wzgórza Tel Charaszim (690 m n.p.m.) i Har Szezor (886 m n.p.m.), a na południowym zachodzie Har Pelech (796 m n.p.m.), za którymi teren gwałtownie opada do Doliny Bet ha-Kerem. Okoliczne wzgórza są w większości zalesione. Do miejscowości należy także położona na północnym zachodzie chrześcijańska wieś Bakija al-Dżarbija. W otoczeniu Peki’in znajdują się miejscowości Bet Dżan, Rama, Sadżur, Kisra-Sumaj, Kefar Weradim i Churfeisz, moszawy Peki’in Chadasza, Curi’el i Chosen, oraz wsie komunalne Haraszim i Har Chaluc.

### Podział administracyjny
Peki’in jest położone w Poddystrykcie Akki, w Dystrykcie Północnym.

## Demografia
Zgodnie z danymi Izraelskiego Centrum Danych Statystycznych w 2011 roku w Peki’in żyło prawie 5,5 tys. mieszkańców, z czego 76,9% Druzowie, 21,6% Arabowie chrześcijanie i 1,5% Arabowie muzułmanie. Wskaźnik wzrostu populacji w 2011 roku wynosił 1,9%. Zgodnie z danymi Izraelskiego Centrum Danych Statystycznych średnie wynagrodzenie pracowników w Peki’in w 2009 roku wynosiło 5396 ILS (średnia krajowa 7070 ILS).
| Wiek (w latach) | Procent populacji w % |
| --------------- | --------------------- |
| 0 – 4           | 7,8                   |
| 5 – 9           | 9,2                   |
| 10 – 14         | 8,7                   |
| 15 – 19         | 9,8                   |
| 20 – 29         | 15,1                  |
| 30 – 44         | 23,6                  |
| 45 – 59         | 15,7                  |
| 60 – 64         | 2,8                   |
| 65 –            | 7,2                   |

Źródło danych: Central Bureau of Statistics.

## Historia

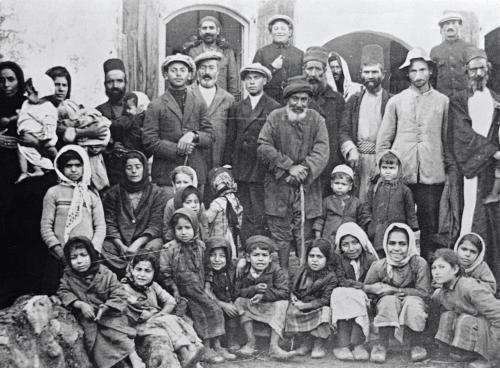
Żydzi z Peki’in, ok. 1930 r.

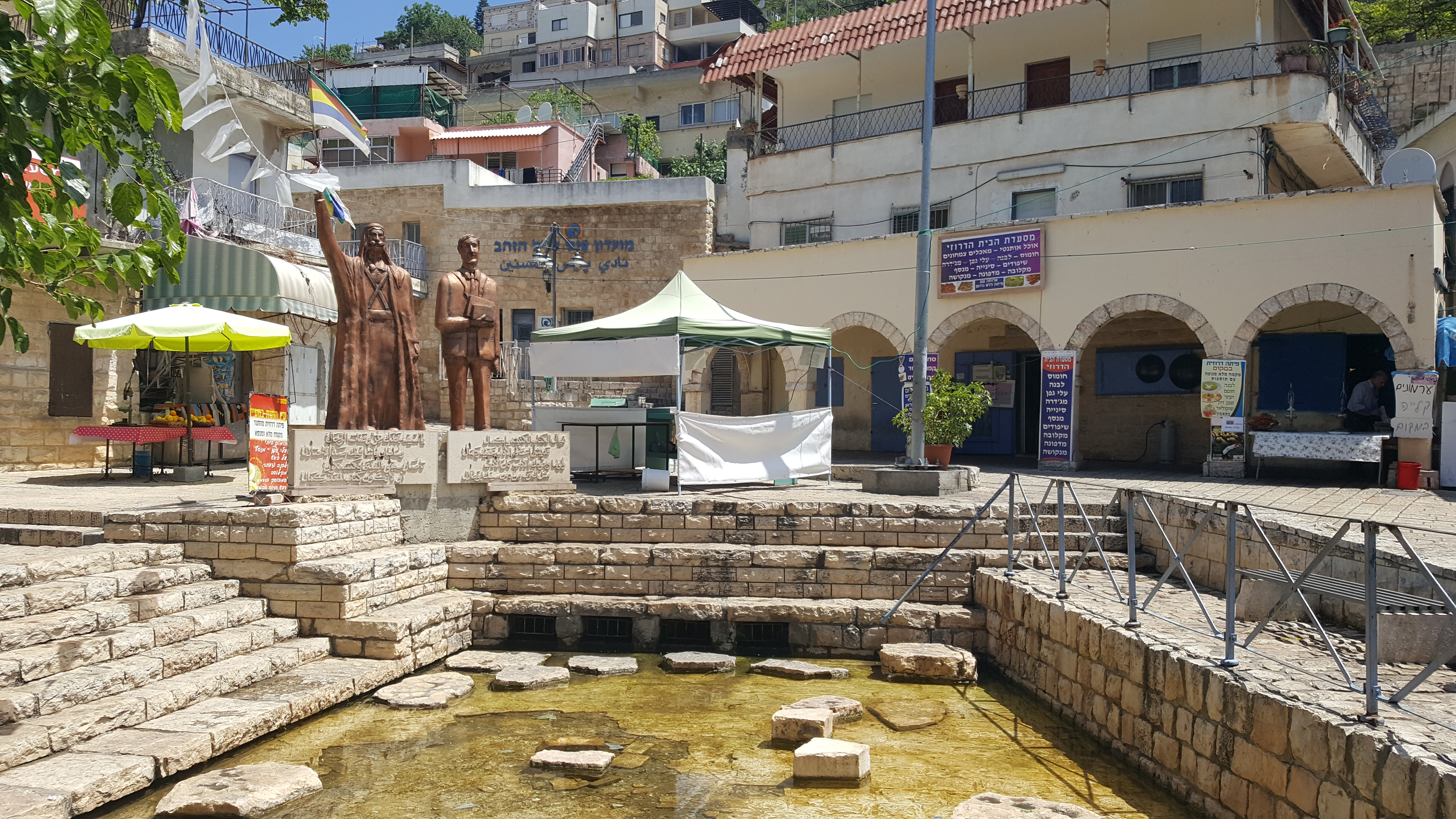
Druzyjski pomnik w Peki’in. Po lewej stronie Sultan al-Atrash, po prawej Kamal Dżumblatt

Pierwotnie w miejscu tym znajdowała się starożytna osada żydowska Peki’in, o której wspomina Talmud i Miszna. Zgodnie z żydowską tradycją, w II wieku w tutejszych jaskiniach ukrywał się przed rzymskimi prześladowcami słynny rabin Szymon bar Jochaj. Przez następne lata we wsi utrzymywała się mała społeczność żydowska, do której w XI wieku dołączyli muzułmanie. Od końca XVIII wieku zamieszkują w niej Druzowie, którzy utrzymywali bardzo dobre stosunki z Żydami. W wyniku I wojny światowej w 1918 roku cała Palestyna przeszła pod panowanie Brytyjczyków. Przyjęta 29 listopada 1947 roku Rezolucja Zgromadzenia Ogólnego ONZ nr 181 w sprawie podziału Palestyny przyznawała ten rejon państwu arabskiemu. Podczas wojny domowej w Mandacie Palestyny na początku 1948 roku do miejscowości wkroczyły siły Arabskiej Armii Wyzwoleńczej, które paraliżowały żydowską komunikację w całym obszarze Galilei. Podczas I wojny izraelsko-arabskiej Izraelczycy przeprowadzili w tym rejonie operację Hiram, i 30 października 1948 roku zajęli Peki’in. Podczas wojny w izraelskiej armii służyła druzyjska jednostka wojskowa, dlatego Izraelczycy nie wysiedlili mieszkańców Peki’in. Dzięki temu wieś zachowała swój pierwotny charakter. W 1955 roku w jej sąsiedztwie powstał moszaw Peki’in Chadasza, do którego przeprowadziła się większość żydowskich mieszkańców Peki’in. W 1958 roku Peki’in otrzymało status samorządu lokalnego. Podczas II wojny libańskiej w 2006 roku na miejscowość spadły rakiety wystrzelone przez organizację terrorystyczną Hezbollah z terytorium Libanu. W 2007 roku lokalna ludność druzyjska ostro sprzeciwiła się budowie anten przekaźników telefonii komórkowej. W dniu 24 października 2007 roku druzyjska młodzież zniszczyła antenę w moszawie Peki’in Chadasza. W następnych dniach zamieszki trwały, a o ich intensywności świadczy fakt, że rannych zostało kilku policjantów. Podczas rozruchów spalono żydowskie domy w Peki’in. W rezultacie, w dniu 3 grudnia 2007 roku ostatnia rodzina żydowska opuściła tę miejscowość. Wpłynęło to na pogorszenie się sytuacji gospodarczej w Peki’in. Chrześcijanie wyprowadzili się na północny zachód, zakładając własną wieś Bakija al-Dżarbija (jest ona częścią Peki’in). Jest ona uważana za jedyną arabską wieś utworzoną w Izraelu.

### Nazwa
Według lokalnej tradycji nazwa miejscowości wywodzi się z czasów rzymskich i w języku arabskim oznacza „Mała Dolina”.

## Polityka
Siedziba władz samorządowych znajduje się przy głównej drodze w północnej części miejscowości. Przewodniczącym rady jest Nаsrаllach Chir.

## Architektura
Miasteczko posiada typową arabską architekturę, charakteryzującą się ciasną zabudową i wąskimi, krętymi uliczkami. Zabudowa powstawała bardzo chaotycznie, bez zachowania jakiegokolwiek wspólnego stylu architektonicznego. W odległości 1,5 km na północny zachód znajduje się chrześcijańska wieś Bakija al-Dżarbija. Jest ona częścią miejscowości Peki’in, jednakże oddziela ją od niej moszaw Peki’in Chadasza. Stanowi to dodatkową trudność w budowie jednolitej infrastruktury. Ważnym tutejszym zabytkiem jest synagoga w Peki’in.

## Kultura
W miejscowości jest ośrodek kultury i biblioteka publiczna.

## Edukacja i nauka
W miejscowości znajdują się 3 szkoły, w tym 2 szkoły podstawowe. W 2010 roku uczyło się w nich ogółem 1,1 tys. uczniów, w tym ponad 600 w szkołach podstawowych. Średnia liczba uczniów w klasie wynosiła 25.

## Sport i rekreacja
W północnej dzielnicy Bakija al-Dżarbija znajduje się boisko do piłki nożnej. Mniejsze boiska oraz sale sportowe są zlokalizowane przy szkołach.

## Religia
W miejscowości znajduje się prawosławny kościół, synagoga oraz sanktuarium Druzów.

## Gospodarka
Podstawą lokalnej gospodarki pozostaje rolnictwo i sadownictwo, przede wszystkim uprawy drzew oliwnych. Wielu mieszkańców pracuje w izraelskiej policji i armii, lub zatrudnia się w okolicznych strefach przemysłowych.

## Komunikacja
Przez miasteczko przebiega droga nr 865, którą jadąc na północny zachód dojeżdżamy do skrzyżowania z drogą nr 8655 prowadzącą do moszawu Peki’in Chadasza i dalej do moszawu Hosen, lub jadąc na południowy wschód dojeżdżamy do skrzyżowania z drogami prowadzącymi do miejscowości Bet Dżan i wioski Haraszim.